# Роберт Оман-Перссон
Роберт Оман-Перссон (швед. Robert Åhman-Persson, нар. 26 березня 1987, Уппсала) — шведський футболіст, півзахисник клубу АІК.

## Клубна кар'єра
У дорослому футболі дебютував 2004 року виступами за АІК, в якому провів два сезони, взявши участь лише у 7 матчах чемпіонату, після чого сезон 2006 року на правах оренди провів за «Весбю Юнайтед» де став основним гравцем, проте після повернення в АІК знову не зміг закріпитись в основному складі команди.
З 2007 по 2008 рік грав у складі данського «Віборга».
Своєю грою привернув увагу представників тренерського штабу «Мальме», до складу якого приєднався 2008 року. Відіграв за команду з Мальме наступні два роки своєї ігрової кар'єри. Більшість часу, проведеного у складі «Мальме», був основним гравцем команди.
До складу клубу АІК приєднався 28 червня 2010 року. Наразі встиг відіграти за команду з Стокгольма 53 матчі в національному чемпіонаті.

## Виступи за збірну
Протягом 2006–2008 років залучався до складу молодіжної збірної Швеції. На молодіжному рівні зіграв у 12 офіційних матчах, забив 1 гол.

## Титули і досягнення
- Чемпіон Швеції (1):

АІК: 2010